# 吉隆坡會展中心

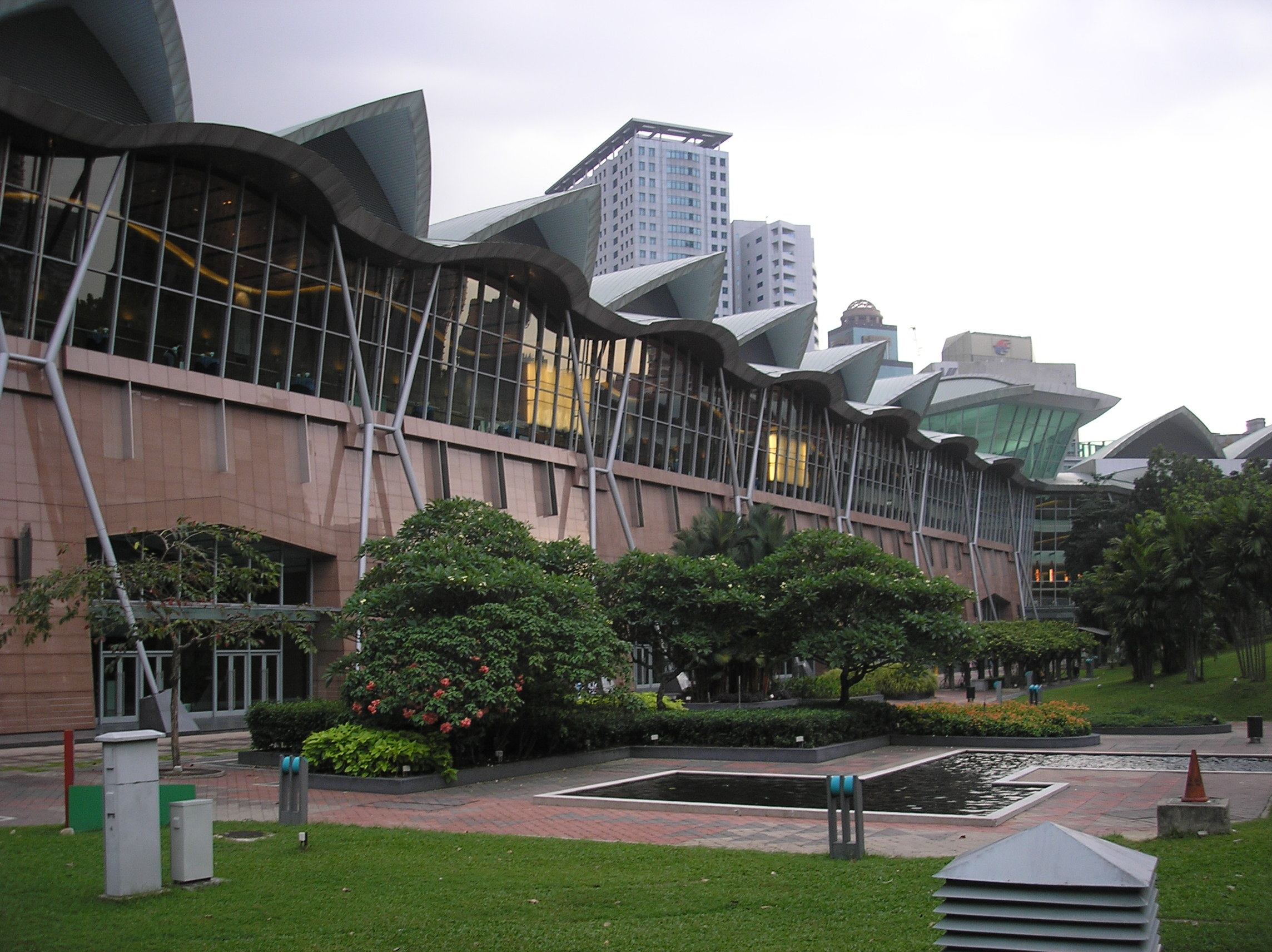
吉隆坡會展中心的外觀

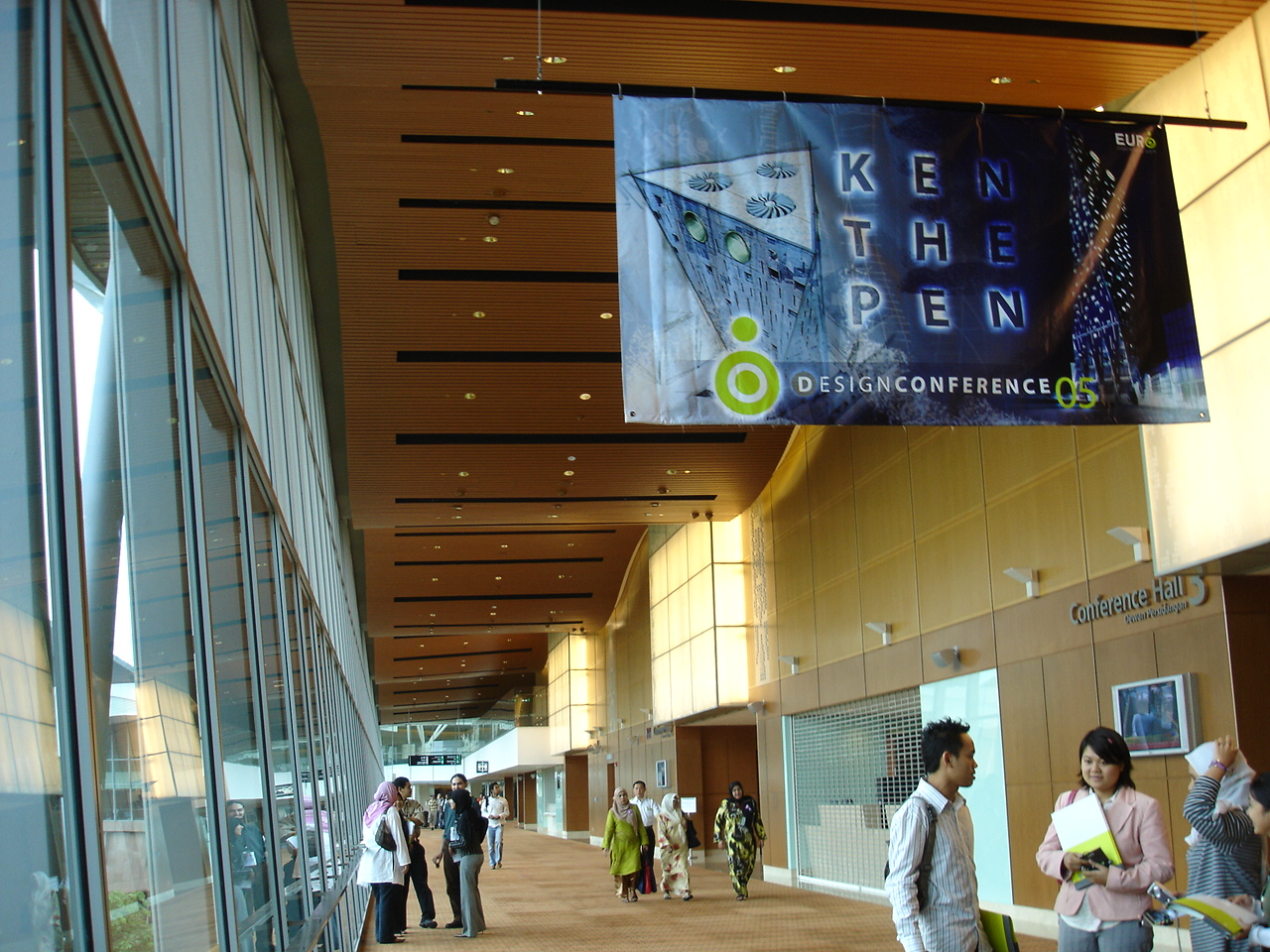
吉隆坡會展中心的內部走廊

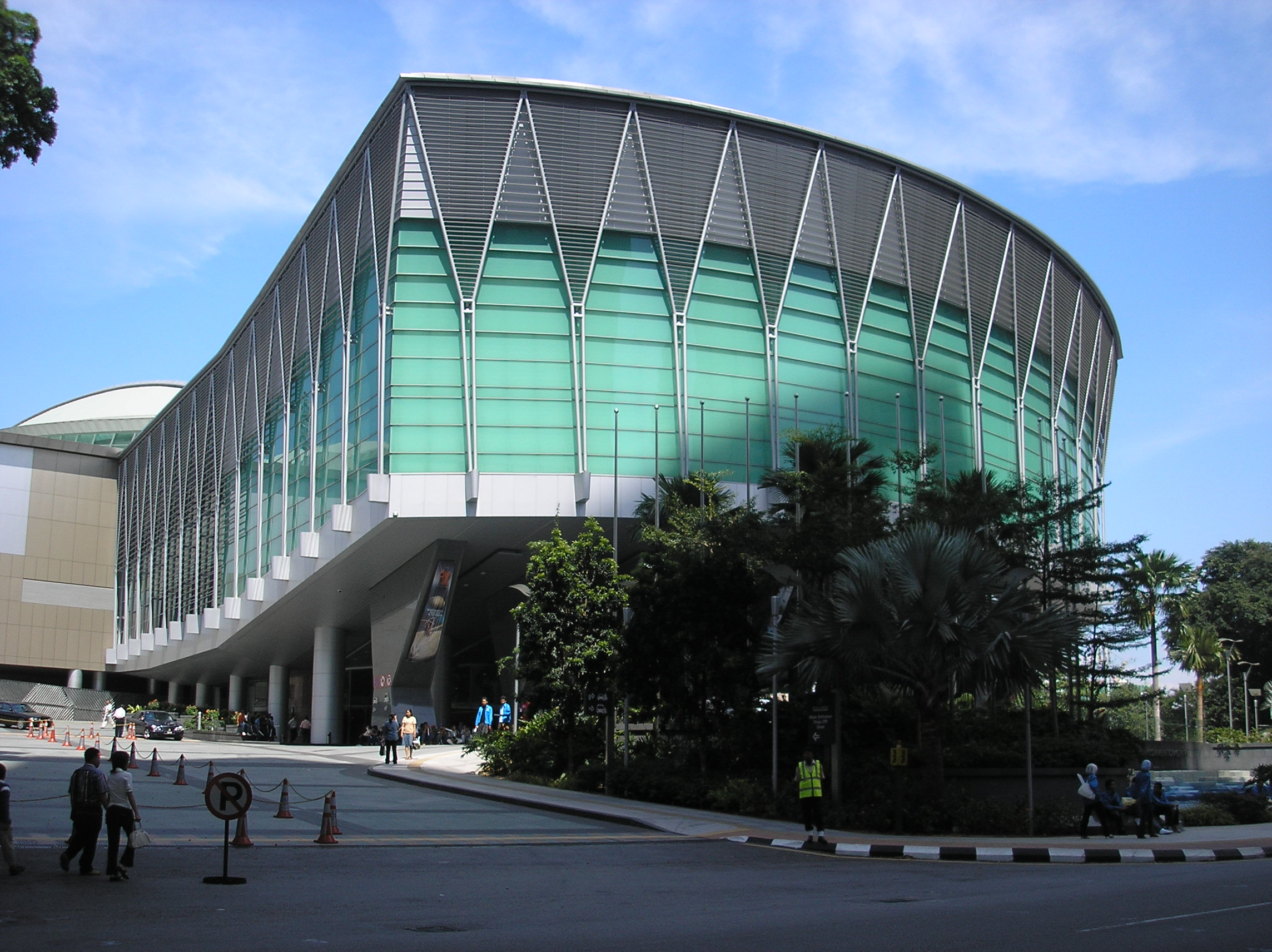
吉隆坡會展中心的正大門

吉隆坡會展中心 是一座位在吉隆坡城中城（KLCC）的會展中心，面積達120,000平方米，於2005年開幕。作為吉隆坡市區內最大型的會展中心之一，每年吸引許多大型展覽在此舉辦，包括由馬來西亞電腦及多媒體協會（PIKOM）所舉辦的電子用品展－PC Fair和馬來西亞大眾書局所舉辦中港台以外最大的華文書展——海外華文書市等。2015年的国际奥林匹克委员会全会（IOC Session）將此會展中心內舉辦，該次大會將選出2022年冬季奥林匹克运动会的舉辦城市。吉隆坡會展中心也是國際會議協會（International Congress & Convention Association，簡稱ICCA）與國際會議中心協會（International Association of Congress Centres，簡稱AIPC）的會員。

## 主要設施
樓高5層的會展中心內擁有許多的設備，為各大小型的展覽及會議進行各種的準備：

### 展覽廳
會展中心內擁有6個大型展覽廳，其中第一至第五展覽廳的總面積為9,710m² ，樓高9米，主要用作各大小型展覽的承租，而第六展覽廳則位在室外，面積2,600平方公尺，主要用作宴會的巨型。

### 議會廳
位於主要出入口上方的議會廳（Plenary Hall）提供大型演講、研討會、藝文表演、演唱會、展覽開幕式、企業大型聚會等時使用，樓高3層，總計可容納3,000人。

### 議會劇場
樓高3層的議會劇場（Plenary Theatre）可容納470人，適合舉辦小型演唱會、中型的演講、研討會等。

### 會議室
依照規模，有大、中、小之分。其中三座大型會議室（Conference Halls）總計可容納1,800的人，有時會用作舉辦小型展覽，其他還有多達20座的小型會議室（Meeting Rooms）。

### 宴會大禮堂
宴會大禮堂（Grand Ballroom）可容納2,000人的，不少馬來西亞政商名流的婚禮或宴會都選擇在此舉辦。

### 宴會廳
可容納740人的宴會廳（Banquet Hall）可用作中型研究、研討或宴會的舉辦地。

### 其他
會議中心大樓的其他設備包括底樓的美食中心、吉隆坡城中城水族館和通往陽光廣場的地底通道，其出口與城中城－武吉免登空橋系統共構，可直接通往武吉免登地區。周圍與許多建築透過空橋或通道聯通，包括國油雙峰塔、勘探大廈、陽光廣場 、吉隆坡東方文華酒店、吉隆坡君悅酒店等。

## 外部連結
- 官方网站